# De Online Drogist
De Online Drogist is een Nederlandse webwinkel gespecialiseerd in drogisterijartikelen. Het bedrijf is opgericht in 2007. De webwinkel werd in augustus 2008 gelanceerd.

## Geschiedenis
De Online Drogist is opgericht door Wouter Bruin, Arno Engberts en Joachim de Boer. Aanvankelijk begon het trio in 2007 met de online verkoop van e-sigaretten, maar door strengere regelgeving verschoof de focus al snel naar reguliere drogisterijproducten.
De webwinkel ging in augustus 2008 officieel van start met een assortiment van ongeveer 5.000 producten.

## Groei
Sinds de lancering heeft De Online Drogist een gestage groei doorgemaakt. In 2013 werd het bedrijf uitgeroepen tot grootste online drogist van Nederland.
In 2014 verscheen De Online Drogist voor het eerst in de Twinkle100 (ranglijst van grootste Nederlandse webshops) op plaats 74, met een jaaromzet van ruim € 11 miljoen.

## Producten en diensten
De Online Drogist verkoopt een breed assortiment drogisterij- en gezondheidsproducten. Het assortiment omvat vrij verkrijgbare geneesmiddelen, vitamines en voedingssupplementen, cosmetica en huidverzorgingsproducten medische hulpmiddelen, baby- en wellness artikelen, parfums en huishoudelijke verzorgingsproducten.
Het assortiment is in de loop der jaren uitgebreid van 5.000 producten bij de start tot ongeveer 40.000 producten halverwege de jaren 2020.

## Prijzen en erkenning
In 2018 en 2019 won De Online Drogist de Shopping Awards Publieksprijs (voorheen Thuiswinkel Awards) in de categorie Drogisterij/Persoonlijke verzorging.
In 2023, 2024 en 2025 behaalde het bedrijf de eerste plaats (goud) bij de Shopping Awards in de categorie Drogisterijen.